# Broskfiskar
Broskfiskar (Chondrichthyes) är en klass primitiva fiskar som saknar benbildning och därför har en mycket snabb regenerering (återtillväxt av förlorade vävnader eller hela kroppsdelar) av sitt endoskelett. De löser normalt också osmosproblem genom att hålla samma, eller högre salinitet än omgivningen med hjälp av höga halter av urea och trimetylaminoxid i blodet. Broskfiskar har skelett av brosk. 

## Systematik

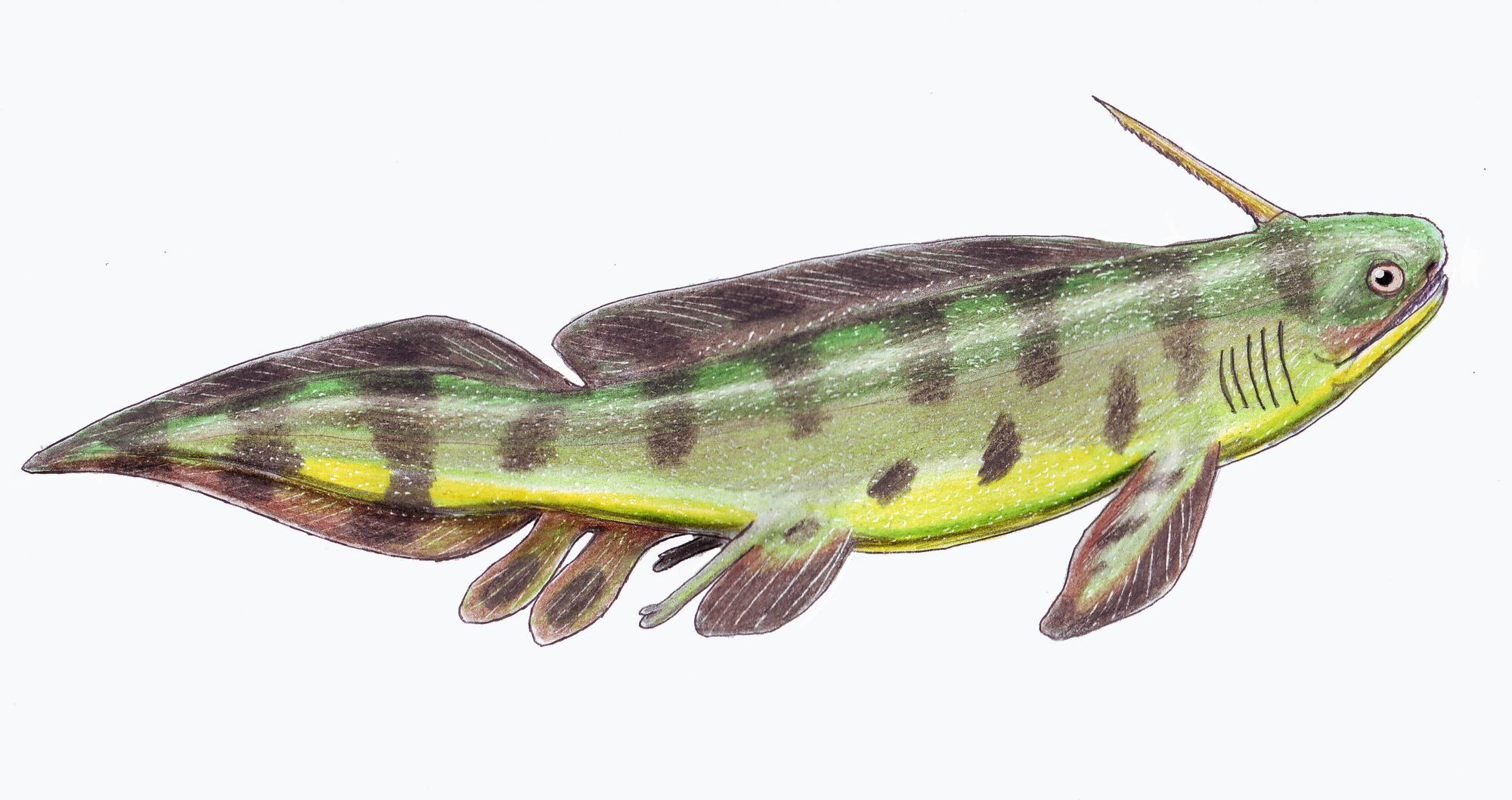
Flertalet broskfiskar är utdöda arter som återfunnits som fossil. Här är exempelvis en förhistorisk haj av släktet Expleuracanthus som dog ut under Perm-perioden för ungefär 270 miljoner år sedan.

Broskfiskar indelas vanligen i tre grupper, hajar, rockor och helhuvudfiskar. Hajar och rockor utgör tillsammans underklassen Elasmobranchii, medan helhuvudfiskarna bildar underklassen Holocephali. Den sistnämnda innehåller bara en nu levande ordning, vilket är havsmusartade fiskar (Chimaeriformes). Totalt omfattar klassen cirka 800 arter av hajar och rockor och 49 havsmusartade fiskar.
Till broskfiskarna har tidigare också räknats de nu utdöda pansarhajarna (Placodermi) men dessa placeras numera i en egen klass.
Broskfiskarna utvecklades under Devon-perioden, och 395 miljoner år gamla fossilfynd har påträffats.

### Taxonomi
Lista i taxonomisk ordning enligt Leonard Compagno, 2005 Utöver dessa finns en mängd kända utdöda grupper inom klassen. 
Underklass Holocephali (helhuvudfiskar)
- Överordning Holocephalimorpha
  - Ordning Chimaeriformes

Underklass Elasmobranchii (hajar och rockor)
- Överordning Galeomorphi (moderna hajar)
  - Ordning Heterodontiformes
  - Ordning Orectolobiformes
  - Ordning Lamniformes
  - Ordning Carcharhiniformes
- Överordning Squalomorphi
  - Ordning Chlamydoselachiformes (förs ofta till Hexanchiformes)
  - Ordning Hexanchiformes
  - Ordning Squaliformes
  - Ordning Squatiniformes
  - Ordning Pristiophoriformes
- Överordning Batoidea (rockor)
  - OrdningTorpediniformes
  - Ordning Pristiformes
  - Ordning Rajiformes
  - Ordning Myliobatiformes

## Broskfiskarnas anatomi

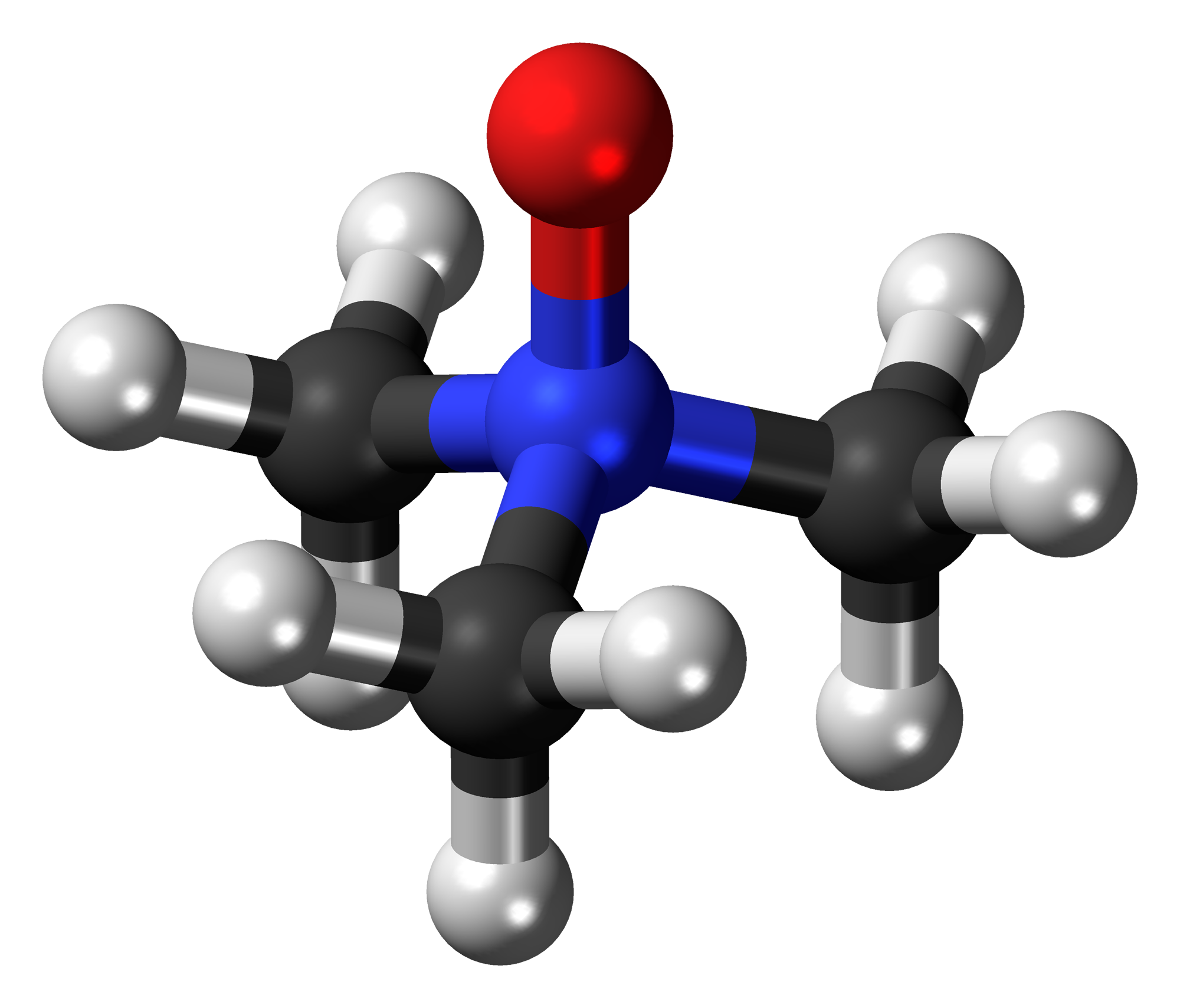
Den kemiska strukturen för TMAO - trimetylaminoxid - som spelar en avgörande roll för broskfiskarnas saltreglering.

Till skillnad från övriga fiskar har broskfiskarna, som namnet anger, skelett och struktur med brosk i stället för ben. Brosk är mer flexibelt än ben. Vid skador kan brosk regenereras snabbare.
Brosket kräver dock en mer robust konstruktion hos skelettet vilket åstadkoms av en förkalkningsprocess med kalciumsalter.
Broskfiskarna har 5-7 gälar för att andas med. Hajarna har gälspringor på vardera sidan av huvudet, medan en del andra familjer har gälarna på undersidan. Broskfiskarna har näsborrar och flertalet släkten även känsliga luktorgan, som kan känna lukten av byten på långt avstånd.
Alla broskfiskar har fenor i en eller annan form. Stingrockor har både bröst- och bäckenfenor, som ryggfenor och stjärtfena. 
Reproduktionsorganen hos broskfiskar kallas kloak hos honan och clasper hos hanen. Claspern motsvarar däggdjurens penis. Hanarna har visserligen också kloak, men då endast för utsöndring.

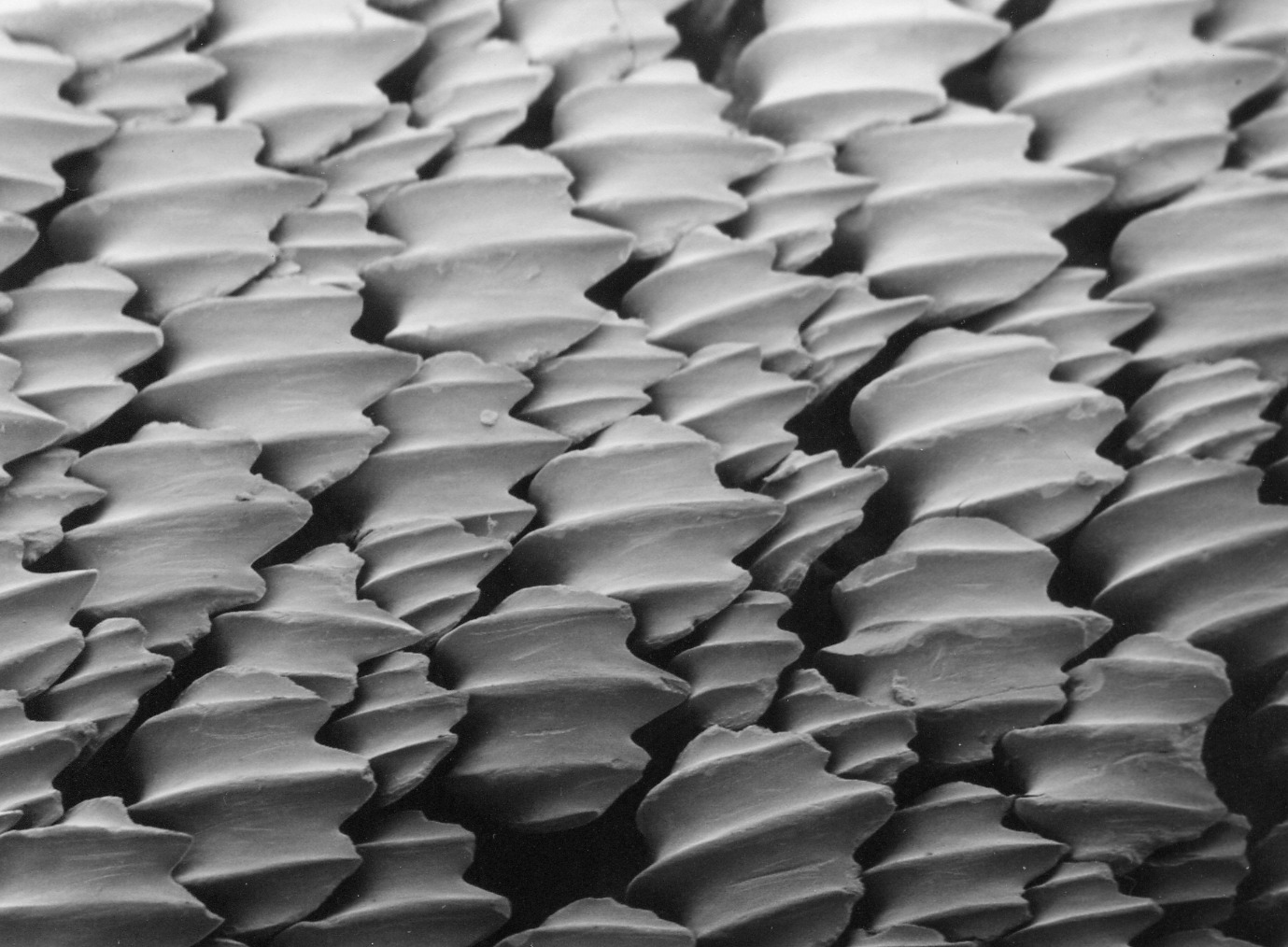
Plakoidfjäll sedda genom elektronmikroskop.

Broskfiskar saknar simblåsa och har istället en oljerik lever som hjälper dem att få flytkraft. Levern har vanligtvis två lober, medan benfiskarnas lever har tre lober.
De utdöda pansarhajarna hade benskelett, vilket kan tyda på att djur med broskskelett utvecklades senare, efter devontiden.
En unik anatomisk detalj hos broskfiskarna är plakoidfjällen eller hudtänderna. Dessa är förankrade i läderhud och överhud och tillåter fiskarna att simma betydligt tystare och mer energieffektivt då de bildas små strömvirvlar kring fjällen vilket minskar vattenfriktioner när fisken rör sig i vattnet. 
Broskfiskar har stora mängder urinämne och TMAO i blodet. Det ökar den osmotiska koncentrationen i blodet så att den är högre än saltvattnets varför de inte förlorar vatten till omgivningen. TMAO (trimetylaminoxid) tjänstgör som stabilisator, så att inte den höga koncentrationen av urinämne leder till förgiftning. En rektalkörtel för, via anus ut överskott av salter.

## Reproduktion
Befruktning hos broskfiskar sker inne i kroppen. Merparten föder levande ungar (ovovivipara arter) men det förekommer även äggläggare (ovipara arter). Ett fåtal arter är vivipara. Föräldrarna tar inte hand om sin avkomma efter födseln men vissa arter vaktar sina ägg.

## Lista över nu levande ordningar
Sammanställning över levande ordningar. (Ej taxonomisk ordning)
| Galeomorphii  | Carcharhiniformes  |  | Gråhajartade hajar     | Compagno, 1977  | 8 | 50 |                                 |  |
| Galeomorphii  | Heterodontiformes  |  | Tjurhuvudhajar         | Berg, 1940      | 1 | 1  |                                 |  |
| Galeomorphii  | Lamniformes        |  | Håbrandsartade hajar   | Berg, 1958      | 7 | 10 |                                 |  |
| Galeomorphii  | Orectolobiformes   |  | Wobbegongartade hajar  | Applegate, 1972 | 7 | 14 |                                 |  |
| Squalomorphii | Hexanchiformes     |  | Kamtandhajartade hajar | de Buen, 1926   | 2 | 4  |                                 |  |
| Squalomorphii | Pristiophoriformes |  | Såghajar               | Berg, 1958      | 1 | 2  |                                 |  |
| Squalomorphii | Squaliformes       |  | Pigghajartade hajar    | Goodrich, 1909  | 7 | 22 |                                 |  |
| Squalomorphii | Squatiniformes     |  | Havsängelartade hajar  | Buen, 1926      | 1 | 1  |                                 |  |
| Batoidea      | Myliobatiformes    |  | Myliobatiformes        | Compagno, 1973  | 8 | 28 | Fördes tidigare till Rajiformes |  |
| Batoidea      | Pristiformes       |  | Sågfiskar              |                 | 1 | 2  |                                 |  |
| Batoidea      | Rajiformes         |  | Rajiformes             | Berg, 1940      | 5 | 45 |                                 |  |
| Batoidea      | Torpediniformes    |  | Torpediniformes        | de Buen, 1926   | 4 | 12 |                                 |  |
| Holocephali   | Chimaeriformes     |  | Havsmusartade fiskar   | Obruchev, 1953  | 3 | 6  |                                 |  |

## Sammanställning över utdöda ordningar
Följande är en sammanställning över ordningar av numera utdöda broskfiskar.
| Helhuvudfiskar    | †Orodontiformes        |  |                   |
| Helhuvudfiskar    | †Petalodontiformes     |  |                   |
| Helhuvudfiskar    | †Helodontiformes       |  |                   |
| Helhuvudfiskar    | †Iniopterygiformes     |  |                   |
| Helhuvudfiskar    | †Debeeriiformes        |  |                   |
| Helhuvudfiskar    | †Eugeneodontida        |  | [ 26 ]            |
| Helhuvudfiskar    | †Psammodonti formes    |  | Bestämning osäker |
| Helhuvudfiskar    | †Copodontiformes       |  |                   |
| Helhuvudfiskar    | † Squaloraja           |  |                   |
| Helhuvudfiskar    | †Chondrenchelyi formes |  |                   |
| Helhuvudfiskar    | †Menaspiformes         |  |                   |
| Helhuvudfiskar    | †Coliodontiformes      |  |                   |
| Squalomorfa hajar | †Protospinaci- formes  |  |                   |
| Övriga            | †Squatinactiformes     |  |                   |
| Övriga            | †Protacrodonti- formes |  |                   |
| Övriga            | †Cladoselachidae       |  |                   |
| Övriga            | †Xenacanthida          |  |                   |
| Övriga            | †Ctenacanthi- formes   |  |                   |
| Övriga            | †Hybodontiformes       |  |                   |